# Giovanni Leone
Giovanni Leone (født 3. november 1908, død 9. november 2001) var en italiensk politiker og var statsminister mellem 21. juni og 5. november 1963 og igen fra 24. juni til 19. november 1968. Han var også Italiens præsident fra 1971 til 1978.
Han blev valgt ind i Italiens underhus i 1948 og bestred jobbet som underhuspræsident fra 1955 til 1963, hvor han kort efter blev statsminister for første gang.
I 1971 overtog han præsidentembedet efter Giuseppe Saragat, en post han dog blev tvunget til at fratæde den 15. juni 1978 på grund af sin indblanding i Lockheedskandalen.